# さまよえる宇宙船
『さまよえる宇宙船』（さまよえるうちゅうせん、英語：Starship Traveller）はイギリスのゲームブック。著者はスティーブ・ジャクソン。
『ファイティング・ファンタジー』シリーズ第4巻。原書は1983年にパフィンブックスより刊行された。 

## 概要
ブラックホールに吸い込まれて未知の空間に転移した宇宙船の船長として、星々を渡り歩きながら既知の宇宙への帰還を目指す作品。
FFシリーズで最初にSFを題材とした1冊である。同シリーズのSF作品はゲームシステムに凝ったものが多い傾向にあるが、その先駆けたる本書ではとりわけ顕著であり、戦闘方法が3種類もあるうえ、シリーズで唯一の複数キャラクター操作システムまで使っている。
第4作で突然に、異様なまでの分量のルールシステムが追加された理由は、ひとえに「作者がスティーブ・ジャクソンだから」で説明がつく。ジャクソンはもともと斬新な発想に長けており、同僚のイアン・リビングストンが基本線を守るのに対し、派手な作品を生み出すことが多かった。ただ、ジャクソンは新機軸を導入する際、うまく機能することを考え、よく練り上げてから使うので、派手と言ってもやり過ぎない点が優れていた。本書はそのジャクソンの数少ない失敗例であると、安田均は評している。
本書の総パラグラフ数は340であり、ストーリー中で訪問することになる星は20近くあるので、平均するとひとつの星では17パラグラフ前後しか費やしていない。そのためどの星で起こる事件も、通り一遍の物となってしまっている。このストーリー面での単純さを、ルールの複雑化で補おうとした節が見受けられるが、かえって煩雑なだけに終わっている。つまりストーリーの面白さと、複雑なルールを活用する面白さを両立させるには、400にも満たないパラグラフ数では不十分だったのである。
ジャクソンは本書での失敗を踏まえて、ある程度の複雑さを追求するならば『ソーサリー』のような大作に仕上げる一方で、新しいアイディアをルールで表現するならば『地獄の館』の「恐怖点」のようなワンポイントに留めるという方法を確立し、いずれも成功している。
また、シリーズ後続のSF作品が有望な新人作家のデビュー作となり、それぞれが新しいルールの実験の場として機能するようになったのも、本書が生んだ結果と言える。

## ゲームシステム

### 戦闘
船対船の戦闘
1. 原則として、読者側が先手を取る。
2. 〈サイコロ2個〉を振り、出目が自分の船の「武器力」よりも低ければ、攻撃が命中する。
3. 命中した場合は再度〈サイコロ2個〉を振る。出目が敵船の「防衛力」以下であれば2点、上回っていれば4点の被害を与える。もし6のゾロ目が出たら、自動的に6点の被害を与える。
4. 算出された被害の点数を敵船の「防衛力」から減らす。つまり、攻撃を当てれば当てるほど、被害が大きくなりやすい。
5. 敵船に交代して、上記の手順を繰り返す。
6. 以上をどちらかの「防衛力」がゼロになるまで交互に続ける。ゼロの状態でさらに被害を受けると、その船は爆散する。

素手での格闘戦
従来作に同じ。詳細はファイティング・ファンタジー#システムを参照。
フェーザー銃撃戦
1. 原則として、読者側が先手を取る。
2. フェーザーの目盛を「ショック」か「致死」のどちらかに合わせる。
3. 戦闘の参加者が3人以上の場合、誰がどの敵を狙うのか決めておく。
4. 〈サイコロ2個〉を振り、出目が自分の「技術点」よりも低ければ、攻撃が命中する。フェーザーの設定に応じて、敵は気絶するか、あるいは死ぬ。
5. 敵側に交代して、上記の手順を繰り返す。なお、敵のフェーザーは「致死」に設定されており、標的はランダムに決める。
6. 以上をどちらかが全滅するまで交互に続ける。ただし船長が死亡した場合は、直ちにゲームオーバーとなる。

### 宇宙船の乗組員
主要乗組員7名は、それぞれ〈サイコロ1個+6〉の「技術点」と〈サイコロ2個+12〉の「体力点」を備えている。
船長
作中で「君」と呼称される、読者の分身。
科学官
コンピュータの専門家。戦闘時は技術点が-3される。
医務官
医療の専門家。戦闘時は技術点が-3される。
技官
船の整備を担当する。戦闘時は技術点が-3される。
保安官
戦闘に長けている。
警備員
2名いる。
船長以外の乗組員が死亡した場合、その助手が昇格することになる。体力点は通常通りに決め直すが、技術点は前任者から-2した値となる。また、惑星に降りる際に助手を連れていくことはできない。それ以上の人員損失の危険を冒せないからである。

## あらすじ
宇宙船「トラベラー号」は、ブラックホールとして知られるセルツィア空間に捕らわれ、次元を超えて並行宇宙に転移してしまう。
君は船長として、未知の星々をめぐりながら、元の宇宙に帰る手立てを探さねばならない。

## 書誌情報
- 『さまよえる宇宙船』社会思想社〈現代教養文庫〉、1985年9月20日。ISBN 4-390-11124-8
  - 著：スティーブ・ジャクソン / 訳：浅羽莢子